# Mädchengymnasium St. Agnes Stuttgart
Das Mädchengymnasium St. Agnes ist ein Gymnasium in Stuttgart.

## Geschichte
Die Schule wurde am 15. Mai 1886 von einem katholischen Elternverein gegründet. Ziel war es, auch Töchtern aus weniger wohlhabenden katholischen Familien in Stuttgart eine Höhere Bildung zu ermöglichen. Schon im ersten Jahr besuchten 120 Mädchen die Schule, die von vier Schwestern des Klosters Sießen unterrichtet wurden.
Zunächst war die Schule an verschiedenen Standorten in Stuttgart untergebracht. Nach der Gründung einer Aktiengesellschaft konnte ein neues Schulhaus in der Gymnasiumstraße 47 gebaut werden, das 1891 bezogen wurde. Da die Schule immer weiter wuchs, wurde ein neues Gebäude an der heutigen Firnhaberstraße errichtet. Im Schuljahr 1922/23 besuchten 930 Schülerinnen die Schule von der ersten Grundschulklasse bis zur zehnten Klasse. 1930 wurde noch ein sogenanntes Frauenjahr angehängt. Der Name Katholische Höhere Töchterschule wurde 1931 durch Private Katholische Mädchenrealschule St. Agnes ersetzt. Die Abschlussprüfung, die Mittlere Reife, wurde am Königin-Katharinen-Stift und später am Königin-Olga-Stift abgelegt. Ein Abitur war zu dem Zeitpunkt noch nicht möglich.
Nach der Machtübernahme der Nationalsozialisten durften an dieser konfessionellen Schule keine neuen Schülerinnen mehr aufgenommen werden. Die städtischen und staatlichen Gelder wurden gestrichen, sodass die Schule 1939 geschlossen werden musste.
Nach dem Zweiten Weltkrieg bemühten sich katholische Eltern aus Stuttgart und die Franziskanerinnen von Sießen um eine Wiederöffnung der Schule. Bereits 1945 wurden die ersten Schülerinnen behelfsmäßig unterrichtet, zwei Jahre später konnte das wieder errichtete Gebäude in der Firnhaberstraße bezogen werden. In den Jahren 1950 und 1957 wurden Erweiterungsbauten errichtet. Ein Erweiterungsbau mit Lehrschwimmbecken und naturwissenschaftlichen Fachräumen wurde 1971 angebaut.
Die Schule wurde nun zum Gymnasium und 1954 konnten die ersten Mädchen ihr Abitur ablegen. Der Name lautete nun Katholisches Mädchengymnasium St. Agnes, das die Mädchen nach der Grundschule besuchen.

## Schulprofil
Schulträger ist die Genossenschaft der Franziskanerinnen von Sießen e.V. Finanziert wird die Schule über staatliche, städtische und kirchliche Zuschüsse. Der Schulverein St. Agnes e.V., dem ehemalige Schülerinnen, Freunde der Schule und Eltern angehören, trägt über Spenden zur Finanzierung bei. Zudem beteiligt sich auch das Kloster Sießen an der Finanzierung, unter anderem dadurch, dass Schwestern des Klosters in der Schule arbeiten.

Mit Orientierung an Franz von Assisi bemüht sich die Schule um eine ganzheitliche Bildung. An der bis heute reinen Mädchenschule sollen die Schülerinnen ihren Lebensweg ohne gesellschaftliche Rollenzuweisungen finden können.

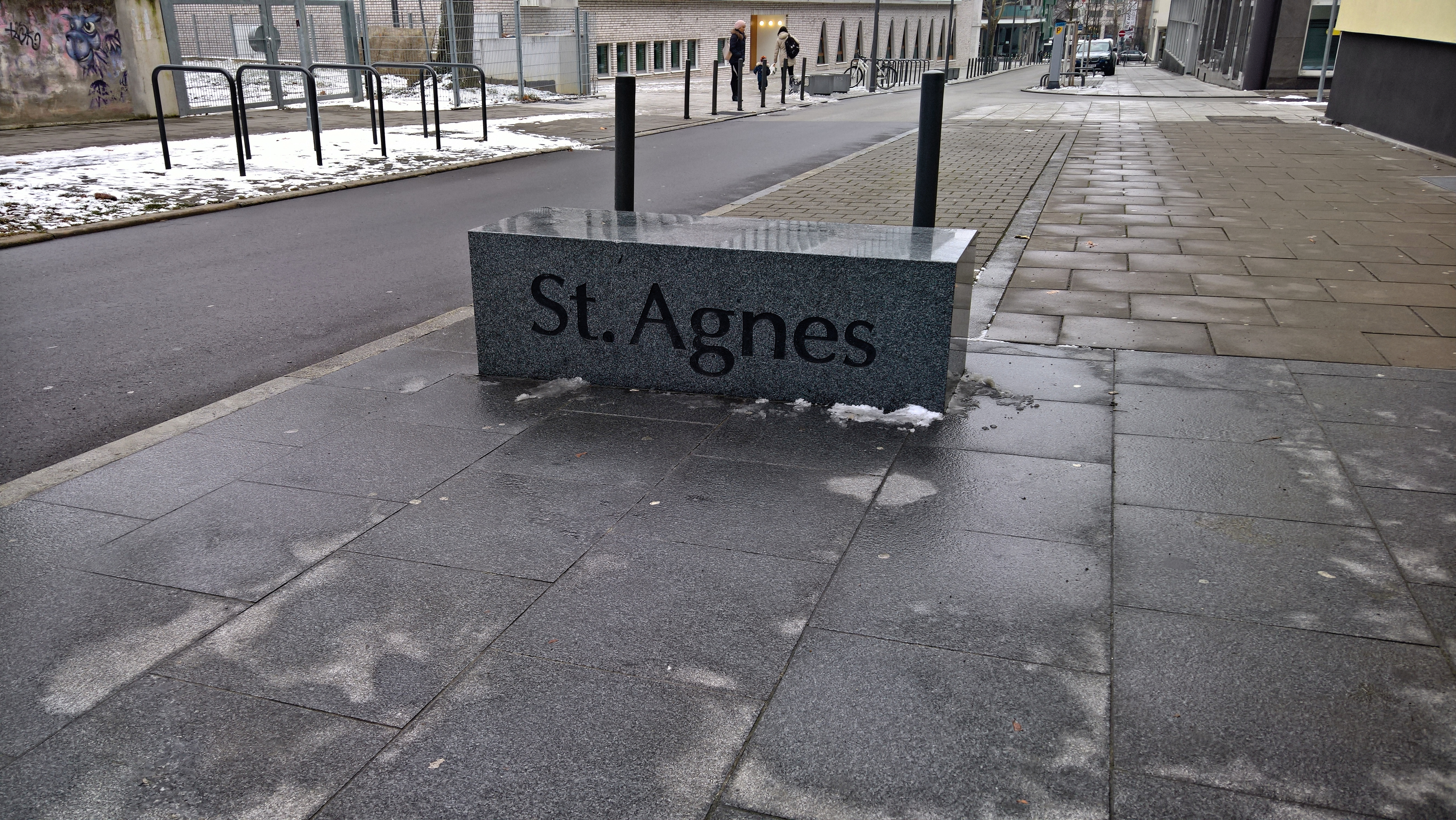
St. Agnes

Die Schule bietet einen sprachlichen Zug mit Englisch, Latein und Französisch an und einen mit Englisch, Französisch und Italienisch. Außerdem gibt es einen naturwissenschaftlichen Zug mit Englisch, Latein oder Französisch sowie NwT (Naturwissenschaft und Technik) oder IMP (Informatik Mathematik Physik).
Die Schule bietet eine Begabtenförderung an.

## Standort
Die Schule befindet sich in der Stuttgarter Innenstadt an der Ecke Gymnasiumstraße/Firnhaberstraße.

## Ehemalige
- Elisabeth von Urach
- Lilo Rasch-Naegele (Malerin)
- Yildiz Tüzün (Kunsterzieherin und Zeichenlehrerin, Bildhauerin)
- Herta Däubler-Gmelin (Politikerin, Juristin)[3]
- Toni Dreher-Adenuga (Model, Abitur 2017)
- Pauline Bitzer (Baden-Württembergische Meisterin in Rhythmischer Sportgymnastik, 2015)[4]
- Birgit Feil (Bildhauerin)[5]
- Johanna Göring (Leichtathletin)[6]